# Okres Užhorod
Okres Užhorod, též Užhorodský rajón (ukrajinsky Ужгородський район) je jedním z okresů (rajónů) Zakarpatské oblasti na západní Ukrajině. Leží na západním okraji oblasti při hranicích se Slovenskem, Maďarskem a Polskem a zaujímá okolí svého hlavního města Užhorod, které bylo do roku 2020 samostatné město oblastního významu, stejně jako město a železniční uzel Čop. V okrese žije přibližně 256 tisíc obyvatel. Na ploše 870 km² zde žilo v roce 2004 74 399 obyvatel, z nichž třetinu tvořila maďarská menšina. 
Po administrativně-teritoriální reformě v červenci 2020, která snížila počet okresů oblasti ze 13 na 6, se připojením okresů Velký Berezný a Perečín rozloha okresu zvýšila na 2 362,4 km².
V Užhorodském okresu se nachází:
- města Čop, Perečín a Užhorod
- sídla městského typu Seredně a Velký Berezný
- 120 vesnic (z větších např. Eseň, Kostryna, Malý Berezný, Mynaj, Onokivci, Packaňovo, Palaď-Komarivci, Korytňany, Poroškovo, Rativci, Solomonovo, Storožnycja, Surty, Tarnivci, Turie Remety, Turja Bystra, Užok, Velyka Dobroň, Volosjanka, Vyška, Zaričovo)

V okrese je 14 územních komunit (ukrajinsky територіальних громад) s administrativními centry v těchto místech:  Užhorod, Čop, Perečín, Seredné,  Velký Berezný, Baranynci, Cholmok, Dubrynyči, Kostryna, Onokivci, Surty, Stavne, Turie Remety a Velyka Dobroň.